# Turcsek J. Ferenc
Turcsek J. Ferenc (František Turček; Béd, 1915. december 3. – Selmecbánya, 1977. március 4.) zoológus, vadász, "az első szlovákiai ökológus".

## Élete
Néptanítói családban született. Jó nyelvérzéke volt, autodidakta módon tanult meg több nyelvet.
Csak az alapiskolát végezte el, mégis 1967-ben megvédte disszertációját Brünnben. 1975-től a biológiai tudományok kandidátusa volt.
Erdészeti szolgálatba lépett és 1937-ben szakvizsgát tett. 1934-1935-ben Garamkövesden, majd Kiszucában Gerebesen a Csáky erdőbirtokon szolgált. Ezután a Tribecs menti hitbizományi birtokokon dolgozott. 1939-től a nyitrai káptalani hitbizomány erdésze. Kétéves katonai alapszolgálata után 1939-1942 között a megyei iparszövetségek és szervezetek hivatalának titkára lett, s a vadászatot és vadgazdálkodást felügyelte. A második világháború végén Kovarcon és Nyitrán volt.
1946-1964 között a selmecbányai Erdőgazdasági Kutatóintézetben dolgozott, egy időben mint igazgatóhelyettes. Az 1950-es években ideológiai és politikai okokból meghurcolták, de lefokozva munkahelyén maradhatott. Végül áthelyezték a Szlovák Tudományos Akadémia Tájökológiai Intézetébe, ahol már diszkrimináció helyett valóban elismerték széleskörű tájékozottságát és szakmai munkásságát. Továbbra is Selmecbányán dolgozhatott.
Családi kapcsolatai révén a csicsói, dunamenti ligeterdőket és mocsarakat is kutatta. Felhívta a figyelmet a Csallóköz kedvezőtlen természeti folyamataira, melyek az ember tájátalakító tevékenységével voltak összefüggésben.
Számos szervezet tagja és tisztviselője, többek között 1936-tól a Magyar Madártani Intézettel is kapcsolatban volt. Kapcsolatban volt számos tudóssal, magyar viszonylatban többek között Vasvári Miklóssal és Keve Andrással.
Felesége Hennyei Anna. Gyermekei Anna, László és Iván. Hosszú súlyos betegségben hunyt el. Selmecbányán a frauenbergi temetőben nyugszik.

## Művei
- 1939 Vörösfejü gébics fészkelése Nyitrán. Aquila 42-45.
- 1942 Avifauna inundačných lúk okolia Nitry.
- 1942 Adatok Nyitra madárvilágához / Beiträge zur Ornis von Nyitra. Aquila 46-49, 300-302.
- 1948 Pernatá zver úžitková II.
- 1949 Stopy Znaky a zvyky našej zvery
- 1949 Muflón, Ovis musimon Schreber na Slovensku
- 1950 Hlodavce v pôdohospodárstve
- 1953 Činnosť vtákov a cicavcov pri obnove a zalesňovaní
- 1956 Mníška veľkohlavá
- 1956 Úvod do kvantitatívneho výskumu populácií vtákov a cicavcov
- 1967 Ökologische Beziehungen der Säugetiere und Gehölze